# Max Skladanowsky

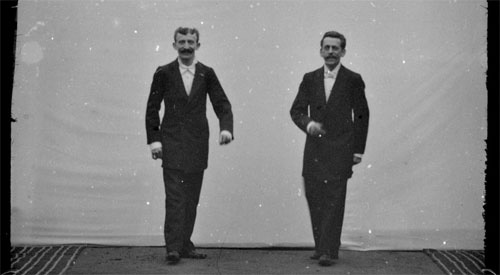
Max e seu irmão Emil, diante de uma tela para a projeção de filmes.

Max Skladanowsky (Berlim, 30 de abril de 1863 –30 de novembro de 1939) foi um inventor e pioneiro do cinema alemão. Junto ao seu irmão Emil, criou o Bioscópio (Bioskop), um primitivo projetor de filmes que os irmãos Skladanowsky usavam para exibir as primeiras figuras em movimento para um público pagante, em 01 de novembro de 1895, 1 mês e 27 dias antes da estreia pública dos Irmãos Lumière e seu cinematógrafo, que era tecnicamente superior.

## Filmografia
- Eine Fliegenjagd oder Die Rache der Frau Schultze (1905)
- Eine moderne Jungfrau von Orleans (1900)
- Am Bollwerk in Stettin (1897)
- Apotheose II (1897)
- Alarm der Feuerwehr (1896)
- Ankunft eines Eisenbahnzuges (1896)
- Ausfahrt nach dem Alarm (1896)
- Die Wachtparade (1896)
- Eine lustige Gesellschaft vor dem Tivoli in Kopenhagen (1896)
- Komische Begegnung im Tiergarten zu Stockholm (1896)
- Leben und Treiben am Alexanderplatz (1896)
- Mit Ablösung der Wache (1896)
- Nicht mehr allein (1896)
- Unter den Linden (1896)
- Akrobatisches Potpourri (1895)
- Apotheose (1895)
- Das Boxende Känguruh (1895)
- Der Jongleur (1895)
- Die Serpentintänzerin (1895)
- Italienischer Bauerntanz (1895)
- Kamarinskaja (1895)
- Komisches Reck(1895)
- Ringkämpfer (1895)
- Archiv Skladanowsky (1895)